# ائرو ای.۳۵
ائرو ای. ۳۵ (به انگلیسی: Aero A.35) یک هواپیمای ساختِ آئرو ودوخودی در کشور چکسلواکی است.